# Christian Pander
 Der er flere personer med dette navn, se Christian Heinrich Pander.
Christian Pander (født 28. august 1983 i Münster, Vesttyskland) er en tysk fodboldspiller, der spiller som venstre back. Han har gennem karrieren repræsenteret henholdsvis Schalke 04 og Hannover 96.

## Landshold
Pander står noteret for to kampe for Tysklands landshold. Hans debut kom den 22. august 2007 i et opgør mod arvefjenden England, hvor han tilmed scorede det ene mål i den tyske sejr på 2-1.